# Tonatiuh

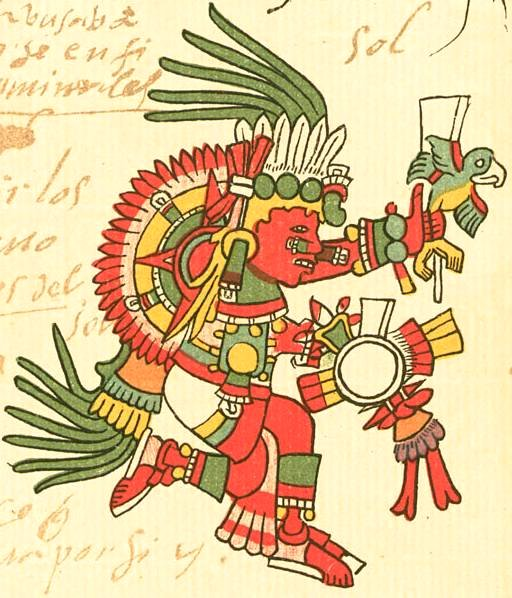
Tonatiuh dargestellt im Kodex Telleriano-Remensis

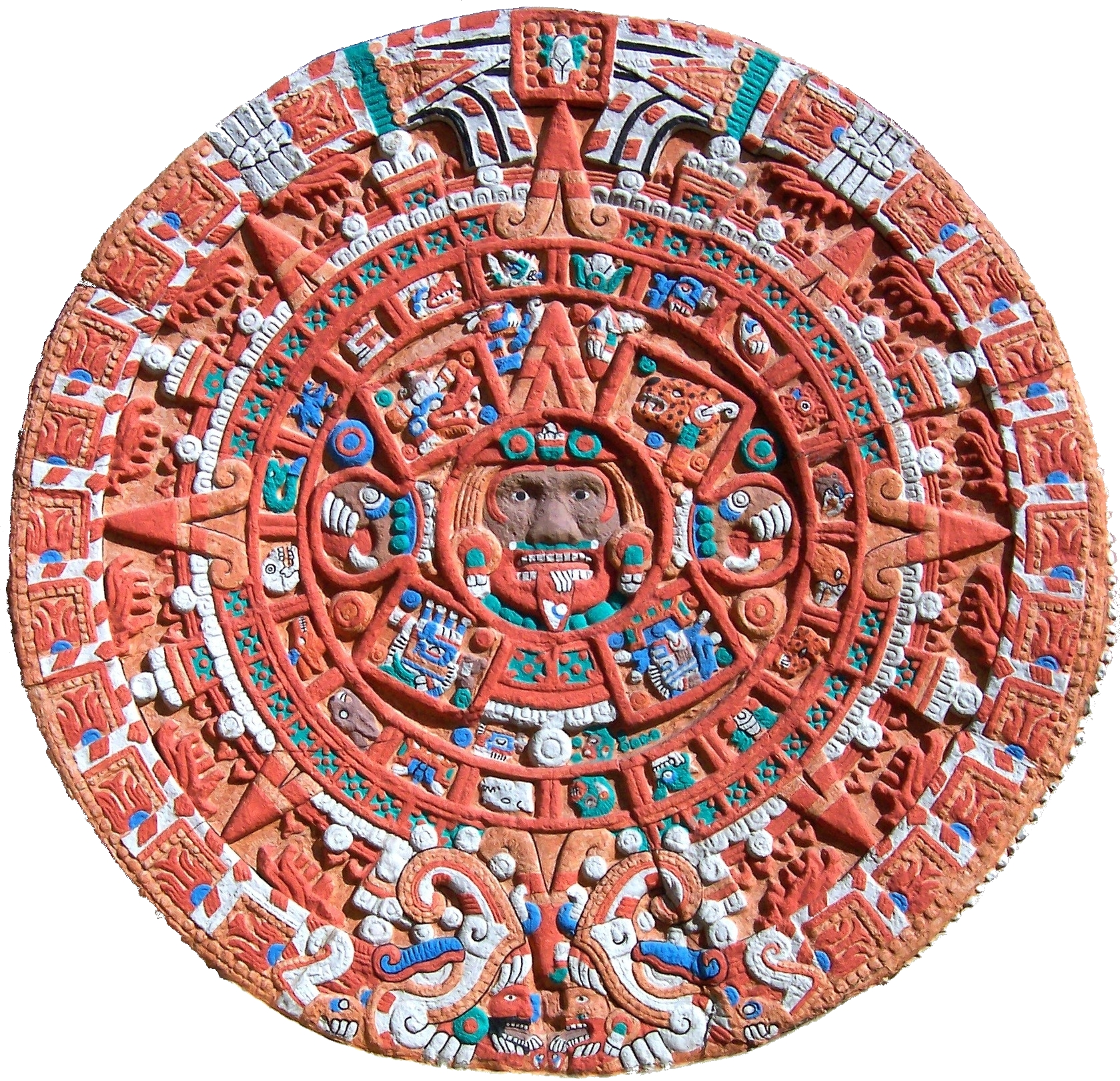
Tonatiuh im Mittelpunkt des aztekischen Sonnensteins

Tonatiuh (Nahuatl: tōnatiuh, „er geht hin, um zu wärmen/leuchten“) war in der aztekischen Mythologie der Gott der Sonne.

## Aussehen
Tonatiuh wurde mit dem Adler assoziiert. Auf einer Sonnenscheibe ist er als (in die Unterwelt) tauchender Adler zu sehen, dessen herausgestreckte Zunge nach Blut dürstet. Oft findet man ihn auch als waffenstarrenden Krieger auf einer von Strahlen umgebenen Sonnenscheibe.

## Zuordnungen
Tonatiuh wurde als Fünfte Sonne angesehen, die nach dem Untergang der Vierten Sonne die Herrschaft über das gegenwärtige Zeitalter Vier Erdbeben übernommen hatte. Da Toniatuh schon in toltekischer Zeit verehrt wurde, bezeichneten die Azteken ihn auch als Herrscher Tulas. In der dreischichtigen Einteilung des Jenseits wurde Tonatiuh zudem als Herrscher der höchsten Ebene angesehen, des Hauses der Sonne am Himmel (ichan tonatiuh ilhuicac), wo es wilde Agaven und Haine von Akazien gibt. Sie war die Himmelsebene, die gefallenen Kriegern, geopferten Menschen, im Kindbett gestorbenen Frauen und auf Reisen Verstorbenen vorbehalten war. Im aztekischen Kalender war das Jahr in jeweils dreizehntägige Abschnitte (Trecenas) aufgeteilt. Tonatiuh war die Trecena vom 1. Tod bis zum 13. Feuerstein zugeordnet. Dieser Abschnitt war von der Trecena Chalchiuhtlicues und der Tlalocs eingefasst.

## Schöpfungsmythos
Die aztekische Mythologie teilte die kosmischen Zeitalter in fünf Abschnitte ein, die jeweils von einer Sonne beherrscht wurden. Die Erste Sonne (Vier-Jaguar) war vom Gott der Jaguarsonne Ocelotonatiuh beherrscht. Herrscher der Zweiten Sonne (Vier-Wind) war der Gott des Windes Ehécatl. Herrscher der Dritten Sonne (Vier-Regen) war der Regengott Tlaloc, der Vierten Sonne (Vier-Wasser) die Wassergöttin Chalchiuhtlicue und der Fünften Sonne schließlich Tonatiuh, der aus dem aussätzigen Nanahuatzin hervorgegangen war, nachdem sich Nanahuatzin, heroischer als sein Konkurrent Tecciztecatl, auf einen Scheiterhaufen warf. Gemäß aztekischen Glaubens würde das Zeitalter Tonatiuhs dereinst von Erdbeben zerstört.

## Menschenopfer
Die Azteken glaubten, dass sich die Sonne bei ihrem nächtlichen Weg durch die Unterwelt auszehre und Tonatiuh daher Menschenblut verlange, um seine Kräfte wieder aufzutanken. Bekäme sie kein Menschenblut, würde die Sonne sich weigern, wieder aufzugehen. Entsprechend angstvoll beobachten die Azteken den Lauf der Sonne und brachen in Verwirrung aus, wenn eine Sonnenfinsternis den Tag verdunkelte. Daher gehört Tonatiuh zu den aztekischen Göttern, deren Opferkult als grausam gelten kann. Die Opfer wurden von vier Priestern festgehalten, während ein fünfter seinen Brustkorb mit einem Obsidianmesser aufschnitt und der Sonne das herausgerissene Herz entgegenhielt. Über die Zahl der Geopferten gibt es keine Einigkeit. Schätzungen reichen bis zu 20 000 Opfer pro Jahr, wobei unklar ist, ob das stimmt, oder ob entweder die Azteken übertrieben, um ihre Nachbarn einzuschüchtern, oder die Spanier, um die Grausamkeiten der Conquista zu begründen.

## Belege
1. ↑  Heike Owusu: Symbole der Inka, Maya und Azteken, Seite 214
2. ↑  Karl Taube: Aztekische und Maya-Mythen, Seite 58
3. ↑  George C. Vaillant: Die Azteken, Seite 170
4. ↑  Günter Lanczkowski: Die Religion der Azteken, Maya und Inka, Seite 63
5. ↑  Heike Owusu: Symbole der Inka, Maya und Azteken, Seite 215